# George Armstrong Custer
George Armstrong Custer (5 tháng 12 năm 1839 – 25 tháng 6 năm 1876) là sĩ quan chỉ huy kỵ binh của Quân đội Hoa Kỳ trong thời Nội chiến Hoa Kỳ và các cuộc chiến với dân da đỏ. Được thăng chức nhanh từ khi còn trẻ, Custer là một tay chỉ huy nổi tiếng can đảm, táo bạo, nhưng cũng mang tiếng là kiêu căng, quá tự tin và kiểu cách. Ông chỉ huy Lữ đoàn Michigan với biệt hiệu "Chó sói" trong cuộc Nội chiến Hoa Kỳ. Custer cùng 200 binh lính thuộc Trung đoàn 7 Kỵ binh bị bắn chết trong trận Little Bighorn với dân da đỏ do tù trưởng Sitting Bull (Bò Ngồi) cầm đầu.
Ông sinh ra và lớn lên ở Michigan và Ohio, Custer được nhận vào West Point năm 1858, nơi ông tốt nghiệp cuối cùng trong lớp. Tuy nhiên, với sự bùng nổ của cuộc nội chiến, tất cả các sĩ quan tiềm năng là cần thiết, và Custer đã được kêu gọi phục vụ trong quân đội Liên minh. Trước khi chiến tranh kết thúc, Custer được thăng cấp bậc tạm thời (brevet) lên thành Thiếu tướng (tuy nhiên, khi kết thúc cuộc chiến, cấp bậc ông được giảm về cấp bậc thường trực của ông là Đại úy). Khi kết thúc Chiến dịch Appomattox, trong đó ông và quân đội của ông đã đóng một vai trò quyết định, Custer đã tiếp nhận sự đầu hàng của tướng Robert E. Lee.
Sau khi cuộc nội chiến, Custer đã được cử sang phía Tây để chiến đấu trong các cuộc chiến tranh với dân da đỏ. Custer bị liên quân các bộ lạc da đỏ giết trong trận Little Bighorn năm 1876 - trận đánh này thường được biết đến trong lịch sử Hoa Kỳ là Cuộc tử thủ của Custer (Custer's Last Stand). Sự thất bại áp đảo trong trận chiến cuối cùng của ông đã làm lu mờ những thành tựu của ông trong nội chiến trước đó.

## Gia đình và dòng dõi
Theo nghiên cứu cuối thế kỷ 20, tổ tiên của Custer, Paulus và Gertrude Küster, là những người theo sau mười ba gia đình nhập cư người Đức đầu tiên từ Krefeld và khu vực xung quanh, đã di cư đến Bắc Mỹ khoảng năm 1693 từ vùng Rheinland của Đức, có thể là trong số hàng ngàn người tị nạn Lãnh địa Sức quân Tuyển hầu tước vùng Rhine mà qua sắp xếp bởi chính phủ Anh của Nữ vương Anne I để được định cư. Họ tên của họ ban đầu đã được viết là "Küster".
Theo một cuốn sử chép về người Đức tại Hoa Kỳ (1909), tổ tiên nhập cư của Custer là một chiến binh Hesse chiến đấu cho thực dân Anh, ông đã được ân xá vào năm 1778 sau khi tướng Anh là John Burgoyne đầu hàng.
Mẹ của Custer là bà Marie Ward, ngay từ khi 16 tuổi bà đã kết hôn với Israel Kirkpatrick. Khi ông qua đời vào năm 1835, bà kết hôn với Henry Emanuel Custer vào năm 1836. Ông bà nội của bà Marie - George P. (1724-1811) và Mary Ward (Grier) (1733-1811) - là người gốc County Durham, Anh. Con trai của họ là James Grier Ward (1765-1824) sinh ra ở Dauphin, Pennsylvania, và đã kết hôn với Catherine Rogers (1776-1829). Con gái của họ là Marie Ward, đã trở thành mẹ của Custer. Catherine Rogers là con gái của Thomas Rogers và Sarah Armstrong. Theo thư từ của gia đình, Custer được đặt tên theo Mục sư George Armstrong, do cha ông rất ngoan đạo, luôn muốn con mình làm tăng lữ.

## Biệt danh và anh chị em
Custer sinh ra ở New Rumley, Ohio, là con trai của Emanuel Henry Custer (1806-1892), một nông dân và thợ rèn, và Marie Ward Kirkpatrick (1807-1882). Trong suốt cuộc đời của ông Custer được biết đến qua một loạt các biệt danh. Ông được gọi là "Autie" và Armstrong.
Ông đã có hai em trai, Thomas Custer và Boston Custer. Hai người em còn lại của ông là hai người con út của gia đình, Margaret Custer, và em trai ốm yếu là Nevin Custer. Không những thế, Custer cũng có một số anh chị khác dòng máu.

## Thời niên thiếu
Custer dành phần lớn thời niên thiếu của ông sống với chị gái, người chị cùng cha và anh rể ở Monroe, Michigan, nơi ông theo học trường. Trước khi vào Học viện Quân sự Hoa Kỳ, Custer học ở trường trung học McNeely, sau này là trung học Hopedale, ở Hopedale, Ohio.